# 1994年の関税及び貿易に関する一般協定
1994年の関税及び貿易に関する一般協定（1994ねんのかんぜいおよびぼうえきにかんするいっぱんきょうてい、英語:  General Agreement on Tariffs and Trade 1994、通称1994年のガット、ガット1994）とは、ウルグアイラウンドにおいて合意されて、1995年に世界貿易機関を設立するマラケシュ協定（WTO設立協定）1附属書1Aに含まれる条約である。
1947年に採択され、WTO発足までに発効した訂正、改正及び修正を受けた関税及び貿易に関する一般協定を主要な構成要素とする1994年の関税及び貿易に関する一般協定は、WTO協定と不可分の一部とされている（WTO協定第2条第2項）。
このようにまったく同じ条文でありながら、WTO発足までの関税及び貿易に関する一般協定は、1947年の関税及び貿易に関する一般協定（1947年のガット）とよばれ、WTO協定附属書1Aの1994年のガットとは、別個の条約であり法的に別個のもの（WTO協定第2条第4項）。とされている。

## 概要
WTO協定は、1994年の関税及び貿易に関する一般協定(1994年のガット)は、次のものにより構成されると規定している。
国際連合貿易雇用会議準備委員会第2会期の終了の時に採択された最終議定書(暫定的適用に関する議定書を除く。)に附属する1947年10月30日付けの関税及び貿易に関する一般協定(世界貿易機関協定の効力発生の日前に効力を生じた法的文書により訂正され、改正され又は修正されたもの)
世界貿易機関協定の効力発生の日前に1947年のガットの下で効力を生じた次に掲げる法的文書
関税譲許に関連する議定書及び確認書
加入議定書(暫定的適用に関する規定(当該加入議定書の日付の日に有効な法令に反しない最大限度において1947年のガット第2部の規定を暫定的に適用する旨定める規定を含む。)及び暫定的適用の撤回に関する規定を除く。)
義務の免除に関する決定(1947年のガット第25条の規定に基づいて行われたもの)であって、世界貿易機関協定の効力発生の日に効力を有しているもの
その他1947年のガットの締約国団が行った決定
次に掲げる了解
1994年の関税及び貿易に関する一般協定第2条1(b)の解釈に関する了解
1994年の関税及び貿易に関する一般協定第17条の解釈に関する了解
1994年の関税及び貿易に関する一般協定の国際収支に係る規定に関する了解
1994年の関税及び貿易に関する一般協定第24条の解釈に関する了解
1994年の関税及び貿易に関する一般協定に基づく義務の免除に関する了解
1994年の関税及び貿易に関する一般協定第28条の解釈に関する了解
1994年の関税及び貿易に関する一般協定のマラケシュ議定書

国際連合貿易雇用会議準備委員会第二会期の終了の時に採択された最終議定書中から「暫定的適用に関する議定書」を除くことにより，1947年のガットと異なり、1994年のガットは確定的に適用される。
1994年ガットの基本的な規定であるガットの条文そのものは，WTO協定には添付されておらず，まわりくどい表現で、間接的に規定している。
これは、ガットには、1947年の採択時点では意味があったが現在では規定する意義の失われた規定、WTO協定の文言との平広が合っていない規定等があるため、これらの規定については，削除又は何らかの調整を行う必要があった。しかし、ガット規定をWTO協定の中に取り込むにあたっての問題点を法律的にかつ詳細に検討を始めたのは交渉の末期であり，実際に検討を始める段になると，物品の貿易に関する協定の基本を成し、長年の経緯を掛まえた条約である1947年ガットの修正には慎重を期す必要があるとの考え方が多くの交渉参加国の意見となった。このためこれらの作業を短時間では行うことができないとの判断から引用方式を採用したものである。なおもともとの1947年のガットは、英語とフランス語で作成されていたが、WTO協定ではスペイン語も正文とするため、そのための規定もされている。
また、ウルグアイ・ラウンド交渉においてガット規定の改正についても交渉が行われたが、合意された内容については条文自体を改正すべきとの意見もあったが、他の交渉の実施ぶりと合わせて検討する必要があるとの意見が大勢となり条文自体は改正せず、解釈に関する了解をとして1994年のガットに添付して実質的な改正を行った。
なお、このような構成をとる結果、WTO協定本体、1994年のガット、附属書1Aの1994年のガット以外の協定（例えばダンピング防止協定）との間で規定が抵触する可能性があるが、そのため
WTO規定といずれかの多角的貿易協定の規定とが抵触する場合には、抵触する限りにおいて、WTO規定の規定が優先する。
1994年のガット、附属書1Aの1994年のガット以外の協定（例えばダンピング防止協定）との間で規定が抵触する場合には、抵触する限りにおいて、994年のガット以外の協定の規定が優先する。。
と規定し、更に締約国等の文言は、注釈で最小限の読み替えを行っている。